# Зубарев, Борис Иннокентьевич
Борис Иннокентьевич Зубарев (1875—1952) — русский и советский учёный и педагог; доктор физико-математических наук, профессор.

## Биография
Родился 20 апреля 1875 года в Санкт-Петербурге в семье интеллигентов.
В 1901 году окончил физико-математический факультет Санкт-Петербургского университета по специальности физика. Его главным учителем по университету был доцент В. В. Лермантов (1845—1919), под руководством которого Борис научился лабораторной практике и приобрёл навыки экспериментальной работы, а также профессор И. И. Боргман, под руководством которого он выполнил дипломную работу «Об электролитической поляризации». В 1901 году Зубарев был приглашён профессором А. С. Поповым на должность старшего лаборанта Электротехнического института в Петербурге, где участвовал в работе по организации физической лаборатории в новом здании института. Под руководством Попова проработал до его смерти в 1905 году, а в Электротехническом институте — до конца 1923 года (преподавал, был заведующим лабораторией, возглавлял кафедру физики). По совместительству работал профессором Петроградского педагогического института им. А. Н. Некрасова.
В 1923 году Зубарев был избран профессором по кафедре физики Дальневосточного университета, где работал до 1930 года. Здесь заведовал кафедрой, читал курсы по экспериментальной и теоретической физике. С 1930 года Б. И. Зубарев — доцент Ленинградского университета и по совместительству — старший научный сотрудник Государственного оптического института, а также преподаватель Ленинградского кораблестроительного института. В 1935—1936 годах профессор Ростовского университета и Новочеркасского индустриального института.
1 августа 1937 года Борис Иннокентьевич Зубарев был приглашён в Пермский университет для чтения курса физики и назначен заведующим кафедрой общей физики. Однако приказом ректора А. И. Букирева в 1939 году был смещён с должности заведующего кафедрой.
За более чем 50-летнюю работу в разных вузах России и СССР, Зубарев занимался не только педагогической, но и научно-исследовательской работой, главными результатами которой были — одновременно с немецким физиком Артуром Венельтом построил электролитический прерыватель; исследовал поляризацию света при отражении от металлов; определил оптические константы металлических кристаллов; первым в России (совместно с М. М. Глаголевым) получил рентгенограмму от кристаллов по методу Лауэ; определил термоэлектродвижущую силу пары графит-уголь.
Умер 15 июля 1952 года в Перми, похоронен на Егошихинском кладбище города.
Был награждён медалями, в числе которых «За доблестный труд в Великой Отечественной войне 1941—1945 гг.». Среди его опубликованных работ:
- Оптические постоянные сплавов медь-сурьма // Доклад РФХО. 1911.
- К вопросу об отражении рентгеновских лучей (совместно с М. М. Глаголевым) // Доклад РФХО. 1913.
- Определение термоэлектродвижущих сил пары графит-уголь // «Стекло и Керамика»[5] 1925.
- Интерферометр Майкельсона между поляризатором и анализатором: Отчет государственного оптического института. Л., 1934.

В Пермском государственном архиве имеются документы, относящиеся к Б. И. Зубареву.